# Jean-François Bastin
Pour les articles homonymes, voir Bastin.
Cet article possède un paronyme, voir Jean-François Abdullah Bastin.
Jean-François Bastin (né en 1948) est un réalisateur belge de documentaires pour la télévision. 

## Biographie
Licencié en philologie romane et en histoire de l'art, Jean-François Bastin est journaliste et réalisateur à la RTBF

## Filmographie partielle
- 1985 : Kin 85 (coréalisé avec D. Lannoy)
- 1989 : La Longue marche des Barundi (coréalisé avec Jean-Jacques Péché)
- 1991 : Ailleurs au Congo-Les orphelins du Katanga(coréalisé avec J-M Germys)
- 1991 : François Mitterrand - Le Pouvoir du Temps - Le temps du Pouvoir (coréalisé avec H. Le Paige)
- 1992 : Ces Années-Là... (Série de documentaires d'actualités produite en 1992 et 1993 retraçant de 1954 à 1979)
- 1993 : Au bout de l'exil
- 1994 : Le rêve évanoui (coréalisé avec I. Christiaens)
- 1994 : Maréchal, revoilà ! (coréalisé avec I. Christiaens)
- 1995 : François de Jarnac (coréalisé avec H. Le Paige)
- 1995 : La dernière carte (coréalisé avec I. Christiaens)
- 1997 : Notre ami Mobutu (coréalisé avec I. Christiaens)
- 1998 : Missionnaires chez les Blancs (coréalisé avec I. Christiaens)
- 1999 : Autopsie d'une enquête (en collaboration avec W. Leguèbe)
- 2000 : Indépendance Cha Cha (coréalisé avec Isabelle Christiaens)
- 2002 : Je vous haime
- 2003 : L'écume des villes - Kinshasa (coréalisé avec Isabelle Christiaens)